# Kentucky Wildcats (basquetebol masculino)
O Kentucky Wildcats é o time de basquete universitário que representa a Universidade de Kentucky. Os Wildcats são o mais vitorioso programa de basquete da Divisão I da NCAA na história, obtendo o maior número de vitórias de todos os tempos (2.178) e o maior percentual de vitórias de todos os tempos (76,4%). Kentucky também leva o recorde 54 temporadas da NCAA, e é a segunda equipe mais vitoriosa do torneio com 8 conquistas, atrás apenas do UCLA Bruins com 11 títulos. Além disso, Kentucky jogou em 17 "Final Fours" (empatados em segundo lugar com UCLA Bruins e atrás somente de North Carolina Tar Heels, com 18).

## Títulos
- Campeonato de Basquetebol da NCAA: 8 títulos (1948, 1949, 1951, 1958, 1978, 1996, 1998 e 2012)